# Georgië op de Paralympische Winterspelen 2018
Georgië was een van de landen die deelnam aan de Paralympische Winterspelen 2018 in Pyeongchang, Zuid-Korea.

## Deelnemers en resultaten
(m) = mannen, (v) = vrouwen 

### Langlaufen
| Paralympiër     | Onderdeel                  | Resultaat | Prestatie         |
| --------------- | -------------------------- | --------- | ----------------- |
| Temuri Dadiani  | 1.1 km sprint, zittend (m) | 30e       | 3:56.5            |
| Temuri Dadiani  | 7.5 km, zittend (m)        | 32e       | 33:32.7           |
| Temuri Dadiani  | 15 km, zittend (m)         | DNF       | Niet gefinisht    |
|                 |                            |           |                   |
| Nino Sabashvili | 1.1 km sprint, zittend (v) | DSQ       | Gediskwalificeerd |

Andorra · Argentinië · Armenië · Australië · België · Bosnië en Herzegovina · Brazilië · Bulgarije · Canada · Chili · China · Denemarken · Duitsland · Finland · Frankrijk · Georgië · Griekenland · Groot-Brittannië · Hongarije · IJsland · Iran · Italië · Japan · Kazachstan · Kroatië · Mexico · Mongolië · Nederland · Nieuw-Zeeland · Noord-Korea · Noorwegen · Oekraïne · Oezbekistan · Oostenrijk · Polen · Roemenië · Servië · Slovenië · Slowakije · Spanje · Tadzjikistan · Tsjechië · Turkije · Verenigde Staten · Wit-Rusland · Zuid-Korea · Zweden · Zwitserland
Neutrale paralympische atleten